# Cameron (Oklahoma)
Cameron es un pueblo ubicado en el condado de Le Flore en el estado estadounidense de Oklahoma. En el año 2010 tenía una población de 302 habitantes y una densidad poblacional de 431,43 personas por km².

## Geografía
Cameron se encuentra ubicado en las coordenadas 35°8′9″N 94°32′8″O / 35.13583, -94.53556 (35.135722, -94.535561).

## Demografía
Según la Oficina del Censo en 2000 los ingresos medios por hogar en la localidad eran de $23,750 y los ingresos medios por familia eran $26,339. Los hombres tenían unos ingresos medios de $27,679 frente a los $17,321 para las mujeres. La renta per cápita para la localidad era de $11,055. Alrededor del 19.6% de la población estaban por debajo del umbral de pobreza.